# Bruzowice
Bruzowice (cz. Bruzovice) – gmina w Czechach, w kraju morawsko-śląskim, w powiecie Frydek-Mistek, w historycznych granicach Śląska Cieszyńskiego.

## Historia
Miejscowość po raz pierwszy wzmiankowana została w łacińskim dokumencie Liber fundationis episcopatus Vratislaviensis (pol. Księga uposażeń biskupstwa wrocławskiego), spisanej za czasów biskupa Henryka z Wierzbna ok. 1305 w szeregu wsi zobowiązanych do płacenia dziesięciny biskupstwu we Wrocławiu, w postaci item in Bruschowitz. Zapis ten (brak określenia liczby łanów, z których będzie płacony podatek) wskazuje, że wieś była w początkowej fazie powstawania (na tzw. surowym korzeniu), co wiąże się z przeprowadzaną pod koniec XIII wieku na terytorium późniejszego Górnego Śląska wielką akcją osadniczą (tzw. łanowo-czynszową). Nie można wykluczyć, że zasadźcą wioski był rycerz Brusa, który wymieniony został jako świadek umowy granicznej pomiędzy księciem cieszyńskim a biskupem ołomunieckim wystawionym 2 sierpnia 1297 roku w Ostrawie. Wieś politycznie znajdowała się wówczas w granicach utworzonego w 1290 piastowskiego (polskiego) księstwa cieszyńskiego, będącego od 1327 lennem Królestwa Czech, a od 1526 roku w wyniku objęcia tronu czeskiego przez Habsburgów wraz z regionem aż do 1918 roku w monarchii Habsburgów (potocznie Austrii).
W 1434 wieś była jeszcze własnością książąt cieszyńskich, lecz w tym roku została podana w zastaw Arnosztowi z Tworkowa, a w latach 80. XV wieku była z kolei własnością Mikołaja Mleczki. W rękach szlachy wieś pozostawała przez XVI wiek. W 1573 miejscowość wraz 15 innymi wsiami oraz miastem Frydek została sprzedane przez książąt cieszyńskich tworząc frydeckie państwo stanowe.
Znaczny rozrost tej miejscowości nastąpił w drugiej połowie XIV wieku. Miejscową parafię katolicką pw. św. Stanisława Biskupa i Męczennika założono jeszcze w XIV lub w pierwszej połowie XV wieku i po raz pierwszy wzmiankowano w sprawozdaniu z poboru świętopietrza sporządzonym przez archidiakona opolskiego Mikołaja Wolffa w 1447 jako jedną z 51 w archiprezbiteracie cieszyńskim (pod nazwą Bransowicz).
Według dokumentów wizytacyjnych biskupstwa wrocławskiego z połowy XIX wieku miejscowi parafianie posługiwali się językami morawskim (concio Moravica) lub czeskim. Według austriackiego spisu ludności z 1900 w 178 budynkach w Bruzowicach na obszarze 1595 hektarów mieszkało 1063 osób, co dawało gęstość zaludnienia równą 66,6 os./km². z tego 1057 (99,4%) mieszkańców było katolikami a 6 (0,6%) ewangelikami, 1041 (97,9%) było czesko-, 15 (1,4%) polsko- a 3 (0,3%) niemieckojęzycznymi. Do 1910 roku liczba mieszkańców spadła do 1039, z czego 1037 zameldowanych było na stałe, 1034 (99,5%) było katolikami, 5 (0,5%) ewangelikami,1014 (97,6%) czesko-, 22 (2,1%) polskojęzycznymi a 1 (0,1%) osoba posługiwała się innym językiem.